# Palaelodus
Palaelodus is een geslacht van uitgestorven vogels die voorkwamen van het Laat-Oligoceen tot het Vroeg-Plioceen.

## Beschrijving
Deze middelgrote, langbenige waadvogels worden beschouwd als de voorouders van de huidige waad- en watervogels, zeevogels en roofvogels. Eerder werd gedacht dat het vroege flamingo's waren, maar deze vogels moeten echt bij de waadvogels worden ingedeeld.

## Kenmerken
Het waren slanke vogels met lange, dunne poten en een lange hals. Over de vorm van de kop en snavel is weinig bekend. Sommige paleontologen geloven dat deze dieren in staat waren om onder water snel naar hun prooi te jagen, maar de morfologie van het skelet suggereert dat ze niet geschikt waren voor een dergelijke manier van leven. Het is waarschijnlijker dat ze hun voedsel tijdens het zwemmen aan het oppervlak of staand in ondiep water verschalkten.

## Vondsten
Resten van deze vogels zijn gevonden in Europa, Noord-Afrika en Noord-Amerika.